# KK-LC-1
KK-LC-1 (von Kita-kyushu lung cancer antigen 1), auch Cancer/testis antigen 83, CT83, CXorf61, ist ein Protein und Tumorantigen aus der Gruppe der Cancer/Testis Antigens.

## Eigenschaften
KK-LC-1 hat eine Länge von 113 Aminosäuren und eine Masse von 12.784 Da. Es ist an der Position 83 N-glykosyliert. KK-LC-1 kommt als Tumorantigen kaum in gesunden Zellen vor (außer in immunprivilegierten Spermatozyten), wird aber oftmals in verschiedenen Tumoren exprimiert, z. B. nichtkleinzelligen Lungenkarzinomen. KK-LC-1 ist ein Zielantigen bei der Entwicklung von Krebsimpfstoffen und Krebsimmuntherapien mit adoptivem Zelltransfer.